# CONCACAF Women's Championship
CONCACAF Women's Championship, i nogle år kaldet CONCACAF Women's Gold Cup eller CONCACAF Women's VM-kvalifikationen, er en fodboldturnering arrangeret af CONCACAF, der ofte fungerer som kvalifikationsrunde til VM i kvindefodbold. I år hvor turneringen har været afholdt uden for VM-kvalifikationscyklus, har ikke-CONCACAF medlemmer har været inviteret. CONCACAF (Confederation of North, Central American and Caribbean Association Football) er det styrende organ for fodbold for Nordamerika, Mellemamerika og Caribien. De mest succesfulde lande har været USA, der vandt deres syvende titel i 2014.